# Bzowo (województwo pomorskie)
Bzowo (kaszb. Bieszewò, niem. Besow) – wieś w Polsce położona w województwie pomorskim, w powiecie słupskim, w gminie Kobylnica.
W latach 1975–1998 miejscowość administracyjnie należała do województwa słupskiego.

## Nazwa
Nazwa miejscowości, wzmiankowana po raz pierwszy w 1480 w formie Besow, ma pochodzenie słowiańskie i charakter dzierżawczy. Powstała przez dodanie do nazwy osobowej *Biesz (Bieszek) formantu -ewo'. Niemiecka nazwa Besow jest adaptacją fonetyczną pierwotnej nazwy słowiańskiej. Polska nazwa Bzowo w miejsce oczekiwanej *Bieszewo jest wynikiem niepoprawnej resubstytucji nazwy niemieckiej z adideacją do nazwy pospolitej bez.
Rada Języka Kaszubskiego proponuje opartą na polskiej kaszubską formę nazwy Bzowò.